# Spirostreptus aguaytianus
Spirostreptus aguaytianus är en mångfotingart som beskrevs av Chamberlin 1941. Spirostreptus aguaytianus ingår i släktet Spirostreptus och familjen Spirostreptidae. Inga underarter finns listade i Catalogue of Life.